# Nel Hedye Beltrán Santamaria
Nel Hedye Beltrán Santamaria (San Andrés, 24 de dezembro de 1941 – Bucaramanga, 12 de agosto de 2025) foi um clérigo colombiano e bispo emérito de Sincelejo.

## Carreira
Nel Hedye Beltrán Santamaria recebeu o Sacramento da Ordem em 29 de junho de 1964.
Em 29 de abril de 1992, o Papa João Paulo II o nomeou Bispo de Sincelejo. O núncio apostólico na Colômbia, arcebispo Paolo Romeo, o consagrou bispo em 6 de junho do mesmo ano; Co-consagrantes foram o Arcebispo de Cali, Dom Pedro Rubiano Sáenz, e o Bispo de Barrancabermeja, Dom Juan Francisco Sarasti Jaramillo CIM.
Em 15 de março de 2014, o Papa Francisco aceitou a renúncia de Nel Hedye Beltrán Santamaria devido a doença.

## Morte
Santamaria morreu no dia 12 de agosto de 2025, aos 83 anos.